# Yüksək dəstə 1995-1996
La Yüksək dəstə 1995-1996 è stata la quinta edizione del massimo campionato di calcio azero, disputata tra l'autunno 1995 e la primavera 1996 e conclusa con la vittoria del PFC Neftchi Baku, al suo secondo titolo.
Capocannoniere del torneo fu Nazim Aliev con 23 reti.

## Formula
Le squadre che parteciparono a questa edizione furono 11 e disputarono un girone di andata e ritorno per un totale di 20 partite. Alla fine di questa prima fase le migliori 6 giocarono (partendo dal punteggio totalizzato nella prima fase negli scontri diretti) in un girone di play-off con partite di andata e ritorno per ulteriori 10 incontri mentre le rimanenti 5 (sempre partendo dai punti totalizzati negli scontri diretti) disputarono un girone di playout al termine del quale le ultime due furono retrocesse in Birinci Divizionu.
Le squadre qualificate alle coppe europee furono tre. La vincente e la seconda furono ammesse alla Coppa UEFA 1996-1997 mentre la vincitrice della coppa nazionale alla Coppa delle Coppe 1996-1997.

## Stagione regolare
|  | Pos. | Squadra             | Pt | G  | V  | N | P  | GF | GS | DR  |
|  | ---- | ------------------- | -- | -- | -- | - | -- | -- | -- | --- |
|  | 1.   | Khazri Buzovna      | 47 | 20 | 14 | 5 | 1  | 31 | 7  | +24 |
|  | 2.   | FK Kapaz Gandja     | 43 | 20 | 13 | 4 | 3  | 74 | 20 | +54 |
|  | 3.   | PFC Turan Tovuz     | 41 | 20 | 13 | 2 | 5  | 41 | 24 | +17 |
|  | 4.   | Garabag Agdam       | 40 | 20 | 12 | 4 | 4  | 38 | 15 | +23 |
|  | 5.   | PFC Neftchi Baku    | 39 | 20 | 11 | 6 | 3  | 42 | 17 | +25 |
|  | 6.   | Kur Nur Mingechaur  | 25 | 20 | 7  | 4 | 9  | 35 | 41 | -6  |
|  | 7.   | Baky Fehlesi        | 21 | 20 | 6  | 3 | 11 | 20 | 35 | -15 |
|  | 8.   | Vilash Masalli      | 19 | 20 | 6  | 1 | 13 | 22 | 46 | -24 |
|  | 9.   | OIK Baku            | 16 | 20 | 5  | 1 | 14 | 16 | 43 | -27 |
|  | 10.  | FK Shamkir          | 13 | 20 | 3  | 4 | 13 | 15 | 39 | -24 |
|  | 11.  | Pambygchi Neftchala | 8  | 20 | 2  | 2 | 16 | 16 | 63 | -47 |

Legenda:

      Ammessa ai playoff
      Ammessa ai playout
Note:

Tre punti a vittoria, uno a pareggio, zero a sconfitta.

## Seconda fase

### Playoff
|                        | Pos. | Squadra            | Pt | G  | V  | N | P  | GF | GS | DR  |
| ---------------------- | ---- | ------------------ | -- | -- | -- | - | -- | -- | -- | --- |
| Azerbaigian (bandiera) | 1.   | PFC Neftchi Baku   | 36 | 20 | 10 | 6 | 4  | 32 | 20 | +12 |
|                        | 2.   | Khazri Buzovna     | 33 | 20 | 8  | 9 | 3  | 22 | 14 | +8  |
|                        | 3.   | FK Kapaz Gandja    | 32 | 20 | 9  | 5 | 6  | 34 | 21 | +13 |
|                        | 4.   | PFC Turan Tovuz    | 30 | 20 | 9  | 3 | 8  | 26 | 30 | -4  |
|                        | 5.   | Garabag Agdam      | 21 | 20 | 4  | 9 | 7  | 25 | 26 | -1  |
|                        | 6.   | Kur Nur Mingechaur | 7  | 20 | 1  | 4 | 15 | 12 | 46 | -34 |

### Playout
|  | Pos. | Squadra             | Pt | G  | V | N | P  | GF | GS | DR  |
|  | ---- | ------------------- | -- | -- | - | - | -- | -- | -- | --- |
|  | 7.   | Baky Fehlesi        | 29 | 16 | 9 | 2 | 5  | 26 | 18 | +8  |
|  | 8.   | Vilash Masalli      | 28 | 16 | 9 | 1 | 6  | 26 | 29 | -3  |
|  | 9.   | FK Shamkir          | 25 | 16 | 7 | 4 | 5  | 31 | 18 | +13 |
|  | 10.  | OIK Baku            | 20 | 16 | 6 | 2 | 8  | 14 | 16 | -2  |
|  | 11.  | Pambygchi Neftchala | 13 | 16 | 4 | 1 | 11 | 18 | 34 | -16 |

Legenda:

      Campione d'Azerbaigian
      Qualificata alla Coppa UEFA
      Qualificata alla Coppa delle Coppe
      Retrocessa in Birinci Divizionu
Note:

Tre punti a vittoria, uno a pareggio, zero a sconfitta.

## Verdetti
- Campione: PFC Neftchi Baku
- Qualificata alla Coppa UEFA: PFC Neftchi Baku, Khazri Buzovna
- Qualificata alla Coppa delle Coppe: Garabag Agdam
- Retrocessa in Birinci Divizionu: OIK Baku, Pambygchi Neftchala